# Max Apt
Max Apt (geboren 16. Juni 1869 in Groß Strehlitz; gestorben 16. Dezember 1957 in West-Berlin) war ein deutscher Wirtschaftsanwalt.

## Leben
Max Apt war Sohn des Solomon Apt und der Henriette Stern. Er studierte Jura in Breslau, Leipzig und Berlin und wurde 1891 in Freiburg im Breisgau promoviert. In Berlin praktizierte er als Rechtsanwalt und war 1893 Mitbegründer des Centralvereins deutscher Staatsbürger jüdischen Glaubens. 1894 publizierte er unter Pseudonym eine juristische Kampfschrift gegen den mangelnden Willen der deutschen Strafverfolgung, antisemitische Beleidigungen zu ahnden.
Apt wurde 1903 zum ersten Syndikus der „Korporation der Kaufmannschaft Berlin“ bestellt. Bei der Gründung der Handelshochschule Berlin 1906 war er unter den Mitgründern und wurde später deren Kurator. Die Handelshochschule ernannte ihn zum Ehrenprofessor. Apt war Mitgründer und Redakteur der „Deutschen Wirtschaftszeitung“. Er schrieb auch Beiträge für „Die Deutsche Reichsgesetzgebung“.
Apt war Mitglied der Deutschen Demokratischen Partei (DDP) und der jüdischen Loge B’nai B’rith. In der Zeit des Nationalsozialismus vertrat er 1938 die Jüdische Gemeinde Berlin auf der Konferenz von Évian. Apt emigrierte 1939 nach Großbritannien. Er kehrte erst 1954 nach Berlin zurück und wurde noch für die dezimierte Jüdische Gemeinde ehrenamtlich aktiv.

## Schriften (Auswahl)
- Die Pflicht zur Urkunden-Edition in dogmengeschichtlicher Entwicklung. Berlin : Max Hochsprung, 1892
- Maximilian Parmot (Pseudonym): Antisemitismus und Strafrechtspflege. Zur Auslegung und Anwendung der §§ 130, 166, 185, 193, 36011 Straf-Gesetz-Buch in höchstrichterlicher und erstinstanzlicher Praxis. Berlin, 1894
- Scheckgesetz. Vom 11. März 1908. Text-Ausgabe mit Einleitung, Anmerkungen und Sachregister. Mit Anhang: Postscheckordnung nebst Ausführungsbestimmungen und Formularen. In: Guttentag'sche Sammlung Deutscher Reichsgesetze. 5. Auflage. Band 85. J. Guttentag, Berlin 1909 (eingeschränkte Vorschau in der Google-Buchsuche [abgerufen am 16. Juni 2021]).
- Der Krieg und die Weltmachtstellung des Deutschen Reiches. Leipzig : Hirzel, 1914
- (Hrsg.): Die preußische Landesgesetzgebung – Sammlung von Textausgaben. Buchhandlung des Waisenhauses, Halle/S. u. Berlin 1933–1935. Etwa 14 Bände (mit Nachträgen).
- Konstruktive Auswanderungspolitik : ein Beitrag zur jüdischen Überseekolonisation. Berlin : Philo-Verlag, 1936